# Husam
Husam (arabisch حسام, DMG Ḥusām) ist ein arabischer Vorname mit der Bedeutung „Schwert“.

## Namensträger
- Abu l-Chattar al-Husam ibn Darar al-Kalbi (Statthalter von al-Andalus)
- Husam ad-Dawla Abu sch-Schawk Faris ibn Muhammad (annazidischer Herrscher)
- Husam Tawil (christlich-palästinensischer Politiker)